# Claudia Mori
Claudia Mori, pseudonimo di Claudia Moroni (Roma, 12 febbraio 1944), è un'attrice, cantante, produttrice discografica e produttrice televisiva italiana.
Dal 1991 è amministratrice delegata dell'etichetta discografica Clan Celentano.

## Biografia

### Gli anni sessanta

Scena del film commedia Cerasella (1959) che segna il debutto di Claudia Mori, quindicenne; al suo fianco è Mario Girotti (Terence Hill)

Inizia la carriera nel mondo dello spettacolo interpretando la parte di Cerasella nell'omonimo film del 1959. Interpreterà anche pellicole di rilievo come Rocco e i suoi fratelli di Luchino Visconti, e Sodoma e Gomorra di Robert Aldrich. Nel 1963 recita nel film Uno strano tipo dove conosce Adriano Celentano. Nel 1964 prende parte in Super rapina a Milano, primo film di cui Celentano firma la regia. 
Da quel momento la sua carriera di attrice subisce una battuta d'arresto in favore di quella da cantante; nel 1964, infatti, con Non guardarmi, incide il suo primo disco. Il retro del 45 giri comprende una cover di Little Eva, Quello che ti dico (The locomotion).
Nel 1967 riscuote grande successo la canzone La coppia più bella del mondo, cantata in duetto con il marito. Insieme vinceranno anche il Festival di Sanremo 1970 con Chi non lavora non fa l'amore, ciascuno nella propria versione. Sempre nel '70, duetta nuovamente con il marito in 30 donne del West e sul lato B del 45 giri incide come solista Più forte che puoi, firmata con lo pseudonimo LEI.

### Gli anni settanta
Torna sul set dopo molti anni, nel 1971, sempre a fianco del marito in Er più - Storia d'amore e di coltello, per la regia di Sergio Corbucci dove stranamente viene doppiata. Nel 1973 gira anche la versione cinematografica di Rugantino, sempre con Adriano Celentano. Interpreta, inoltre, il ruolo di Rosita Flores ne L'emigrante, film di cui incide anche la colonna sonora. Entrambe le pellicole sono dirette da Pasquale Festa Campanile.

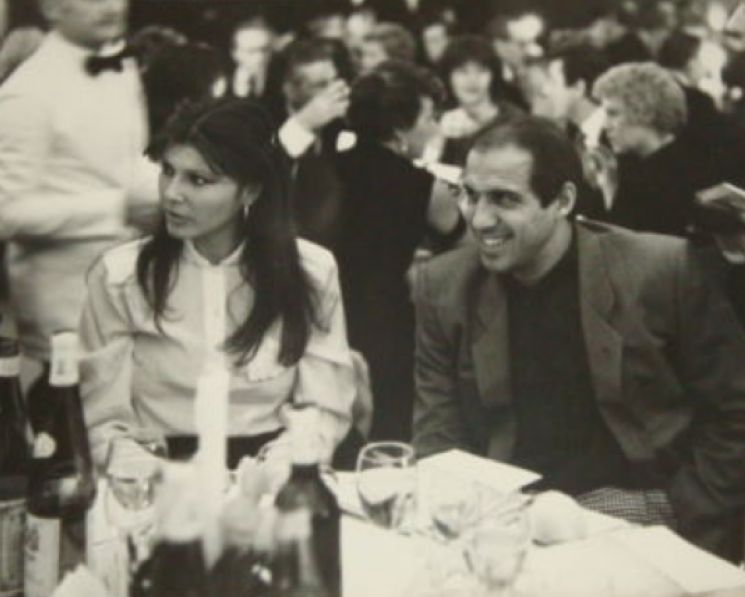
Claudia Mori con Adriano Celentano nel 1970

Riprende anche la carriera musicale nel 1974, incidendo per la CGD l'album Fuori tempo, in cui collabora Paolo Limiti, che scrive anche la famosa Buonasera dottore: inizialmente destinata a Mina, che l'avrebbe ricantata molti anni dopo, viene invece incisa da Claudia Mori e pubblicata su singolo, raggiungendo la vetta dell'hit parade l'anno successivo (nel 1975) e diventando il suo più grande successo come interprete solista. La musica di questo brano è di Shel Shapiro, l'arrangiamento di Detto Mariano e la voce maschile del doppiatore Franco Morgan.
Nel 1975 partecipa al film Yuppi du (per la regia del marito), in cui recita nella parte di Adelaide. Nello stesso anno è la protagonista femminile in Culastrisce nobile veneziano di Flavio Mogherini con Marcello Mastroianni, Lino Toffolo e Anna Miserocchi. Dalla colonna sonora di questo film viene estratto come 45 giri il duetto con Mastroianni dal titolo Come una cenerentola che vede lei stessa come coautrice unitamente a Detto Mariano che ne cura anche l'arrangiamento.
Un'altra incursione nel mondo della musica avviene nel 1977, quando esce l'album È amore, con l'omonimo pezzo scritto da Shel Shapiro. Viene estratto il singolo Ehi, ehi, ehi, scritto da Roberto Vecchioni. L'LP contiene anche Mi vuoi (scritta da Ivano Fossati e pubblicata l'anno dopo su singolo nella versione di Marcella Bella) e una cover di Roberto Carlos Braga, Io bella figlia. Per l'anno successivo, il marito le affida il ruolo di Gilda nel film Geppo il folle, mentre nel 1979 prende parte al film Linea di sangue di Terence Young.

### Gli anni ottanta e novanta
Nel 1980 veste i panni di Mirandolina in una versione cinematografica de La locandiera di Goldoni, per la regia di Paolo Cavara, con Celentano, Paolo Villaggio e Milena Vukotic. Due anni dopo, nel 1982, torna al Festival di Sanremo in qualità di ospite, dove presenta la canzone Non succederà più, che la riporta al primo posto in hit-parade dopo sette anni. Il brano, che riscuote un certo successo commerciale anche in Spagna, Francia e Germania, contiene un intermezzo vocale di Adriano Celentano. Tale successo fu aiutato da un presunto momento di crisi della coppia, pertanto il testo fu recepito come autobiografico e salvifico.
Nel 1983 esce Il principe, successo scritto con Giancarlo Bigazzi e Raf, sigla del programma tv Hit parade, mentre nel 1984 pubblica Claudia canta Adriano, dedicato al repertorio del marito. Nel 1985 torna al Festival di Sanremo per presentare il brano Chiudi la porta, rifacimento della canzone Un'altra volta chiudi la porta, incisa dieci anni prima da Celentano. Nello stesso anno è diretta per l'ultima volta dal marito in Joan Lui - Ma un giorno nel paese arrivo io di lunedì. Nel 1986 esce la colonna sonora del film, in cui la Mori interpreta il brano La prima stella.
Nel 1990 partecipa al programma televisivo di Rai 2 Dudu dudù, a fianco di Pino Caruso, e dal 1991 è amministratore delegato dell'etichetta discografica Clan Celentano, coordinandone tutte le attività editoriali e producendo alcuni tra gli album più venduti dal marito, compreso Mina Celentano (1998). La sua ultima incisione discografica è del 1994, anno in cui partecipa nuovamente al Festival di Sanremo, ma stavolta in gara, col brano Se mi ami, scritto da Toto Cutugno.

### Altre attività
Nel 2009 esce la Claudia Mori Collection, che comprende un CD con tutti i suoi successi e alcune B-side tratte da vecchi 45 giri, più un DVD in cui è presente anche un filmato privato della famiglia Celentano, autorizzato dalla stessa Mori. Dal settembre al dicembre 2009 ha partecipato come giudice al talent show di Rai 2 The X Factor.
Si è affermata anche come produttrice di fiction televisive con la compagnia "Ciao Ragazzi!", ad esempio C'era una volta la città dei matti.... Per la sua attività di produttrice di fiction televisive le è stato conferito il 
Premio Speciale RomaFictionFest per l'impegno produttivo al Roma Fiction Fest 2010.

## Vita privata
Dopo un legame sentimentale con il calciatore Francisco Ramon Lojacono, nel 1963 incontra Adriano Celentano sul set del film Uno strano tipo. Celentano, all'epoca fidanzato con Milena Cantù, il 14 luglio 1964 sposa Mori in segreto, di notte, nella chiesa di San Francesco a Grosseto, interrompendo solo in seguito il legame con Cantù. Dal matrimonio nascono tre figli: Rosita (1965), Giacomo (1966), e Rosalinda (1968).

## Filmografia

### Attrice
- Cerasella, regia di Raffaello Matarazzo (1959)
- Rocco e i suoi fratelli, regia di Luchino Visconti (1960)
- Il corazziere, regia di Camillo Mastrocinque (1960)
- Gli incensurati, regia di Francesco Giaculli (1961)
- Sodoma e Gomorra, regia di Robert Aldrich (1962)
- La leggenda di Fra Diavolo, regia di Leopoldo Savona (1962)
- Le donne, episodio di L'amore difficile, regia di Sergio Sollima (1962)
- Ursus nella terra di fuoco, regia di Giorgio Simonelli (1963)
- Uno strano tipo, regia di Lucio Fulci (1963)
- Il magnifico avventuriero, regia di Riccardo Freda (1963)
- Avventura al motel, regia di Renato Polselli (1963)
- Super rapina a Milano, regia di Adriano Celentano e Piero Vivarelli (1964)
- Un amore e un addio, regia di German Lorente (1964)
- Er più - Storia d'amore e di coltello, regia di Sergio Corbucci (1971)
- Rugantino, regia di Pasquale Festa Campanile (1973)
- L'emigrante, regia di Pasquale Festa Campanile (1973)
- Yuppi du, regia di Adriano Celentano (1975)
- Culastrisce nobile veneziano, regia di Flavio Mogherini (1976)
- Geppo il folle, regia di Adriano Celentano (1978)
- Linea di sangue (Bloodline), regia di Terence Young (1979)
- La locandiera, regia di Paolo Cavara (1980)
- Grand Hotel Excelsior, regia di Castellano e Pipolo (1982)
- Joan Lui - Ma un giorno nel paese arrivo io di lunedì, regia di Adriano Celentano (1985)

### Produttrice
- Treno di panna (1988)
- Padri (2002)
- Un anno a primavera (2005)
- De Gasperi - L'uomo della speranza (2005)
- Rino Gaetano - Ma il cielo è sempre più blu (2008)
- Einstein (2008)
- C'era una volta la città dei matti... (2010)
- Caruso, la voce dell'amore (2012)
- Adrian (2019)

## Doppiatrici
- Rita Savagnone in Er più - Storia d'amore e di coltello, Culastrisce nobile veneziano, Il magnifico avventuriero
- Maria Pia Di Meo in Cerasella
- Clara Bindi in Uno strano tipo
- Luisella Visconti in Super rapina a Milano
- Flaminia Jandolo in Sodoma e Gomorra
- Vittoria Febbi in Linea di sangue
- Melina Martello in La locandiera
- Valeria Valeri in L'amore difficile

## Discografia
Album in studio
- 1974 - Fuori tempo (Clan Celentano - CLN 69065)
- 1977 - È amore (Clan Celentano - CLN 81880)
- 1984 - Claudia canta Adriano (CGD – CGD 20443)
- 1984 - Chiudi la porta (CGD – CGD 20458)
- 1984 - Chiudi la porta (CGD – SLIN 3681), pubblicato in Argentina

Raccolte
- 1970 - Adriano Celentano - Claudia Mori (Sayton – SAY-1009-S), pubblicato in Spagna
- 1982 - Storia d'amore (Ariola – 29 140 1)
- 1983 - Non succederà più (Record Bazaar – RB 375)
- 1984 - Claudia Mori (CGD – LSM 1105)
- 1991 - Claudia Mori (CGD – 9031 74454-2)
- 1994 - Claudia Mori e i ragazzi del Clan (Clan Celentano - 450995630-2)
- 2009 - ClaudiaMoriCollection (Clan Celentano - CLN CM 0001)
- xxxx - Adriano Celentano y Claudia Mori (Mayofon – MYF 128-129), pubblicato in Spagna
- xxxx - Chi non lavora non fa l'amore (Ebrau – LPEBC-1211), pubblicato in Brasile

Singoli
- 1964 - Non guardarmi/Quello che ti dico (Fantasy - FS 1003)
- 1965 - Chiù chiù/Morirò (Italian Yank - IY 10.001)
- 1967 - La coppia più bella del mondo (duetto con Adriano Celentano)/Torno sui miei passi (Clan Celentano – ACC 24051)
- 1967 - 30 donne del west (duetto con Adriano Celentano)/Più forte che puoi
- 1970 - Chi non lavora non fa l'amore/Ea (Clan Celentano – BF. 69041)
- 1970 - Chi non lavora non fa l'amore/Due nemici innamorati
- 1970 - Chi non lavora non fa l'amore (Ebrau – CLAN 7001), pubblicato in Brasile
- 1970 - ...e subito fu amore/Signore, tu! (Clan Celentano – BF 69052)
- 1971 - Il sognatore/Amarti volerti pensarti (Clan Celentano - BF - 70020)
- 1973 - Pupatella/L'amor così si fa (Clan Celentano - CLN 1292)[3]
- 1974 - Che scherzo mi fai/Buonasera dottore (Clan Celentano – CLN 2600)
- 1975 - Buenas noches doctor (Buonasera dottore)/Buonasera dottore (Buenas noches doctor) (CBS Columbia - CSR 0955), pubblicato in Perù e Argentina
- 1975 - Buenas noches doctor (Buonasera dottore)/Buonasera dottore (Discos CBS – 10153), pubblicato in Bolivia
- 1976 - Come una cenerentola/La montagna (Clan Celentano – CLN 4040); lato A con Marcello Mastroianni[4]
- 1977 - Hei, hei, hei!/Sguardo da moglie (Clan Celentano – CLN 5007)
- 1979 - Pay, pay, pay (con Adriano Celentano)
- 1982 - Non succederà più/Un filo di pazzia (CGD – CGD 10373)
- 1983 - No sucederá más
- 1983 - Il principe/Dal dire al fare (Clan Celentano – CGD 10484)
- 1983 - Больше Такого Не Будет (Non succederà più) (Мелодия – Г62—10363-4), pubblicato in Russia
- 1984 - Nata per te
- 1985 - Chiudi la porta/È inutile davvero (Clan Celentano – CGD 10603)
- 1994 - Se mi ami
- 2009 - Non succederà più - Deelay remix